# لازلو بولغار (باس)
لازلو بولغار عازف اوبيرالي من المجر ولد يوم 1 جانفي 1947 وتوفي يوم 19 سبتمبر 2010 وكان مغنيًا في أنواع الأوبرا والأوراتوريو والليدر واشتهر بصوته الحريري وإلقائه الموسيقي المتميز.